# Karl Josef Gollrad

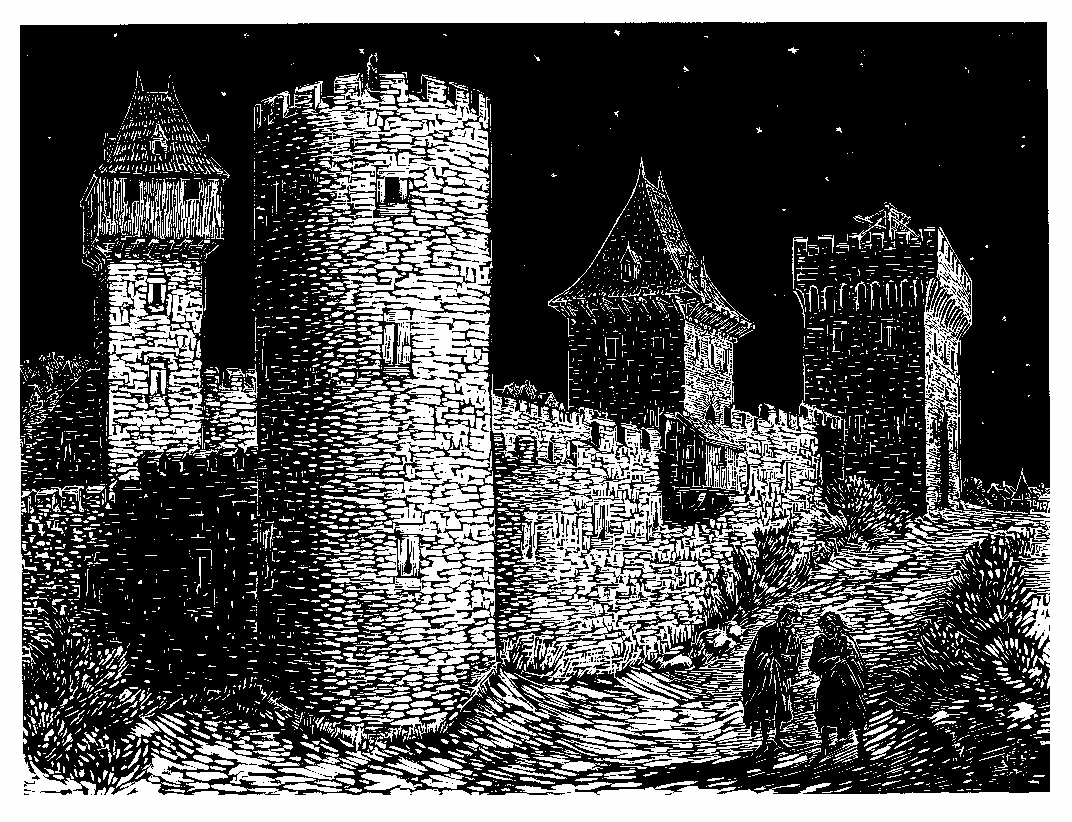
Jakobstor, Turm ohne Namen und Eyerkeilturm aus der Holzschnittserie Aachener Türme

Karl Josef Gollrad (* 18. Juni 1866 in Schonach im Schwarzwald; † 4. November 1940 am Bodensee) war ein deutscher Kunstmaler, der vorwiegend in Aachen wirkte.

## Leben
Karl Josef Gollrad absolvierte Lehrjahre in Konstanz und München. 1894 bis 1896 unternahm er Studienreisen in Deutschland und Italien. Er hatte in dieser Zeit den akademischen Titel eines Professors erworben. Seit 1898 wirkte er als Lehrer an der Kunstgewerbeschule Aachen sowie der Gewerblichen Mal- und Zeichenschule der Stadt Aachen, in der er den Großteil seines Lebens verbrachte.

## Werke

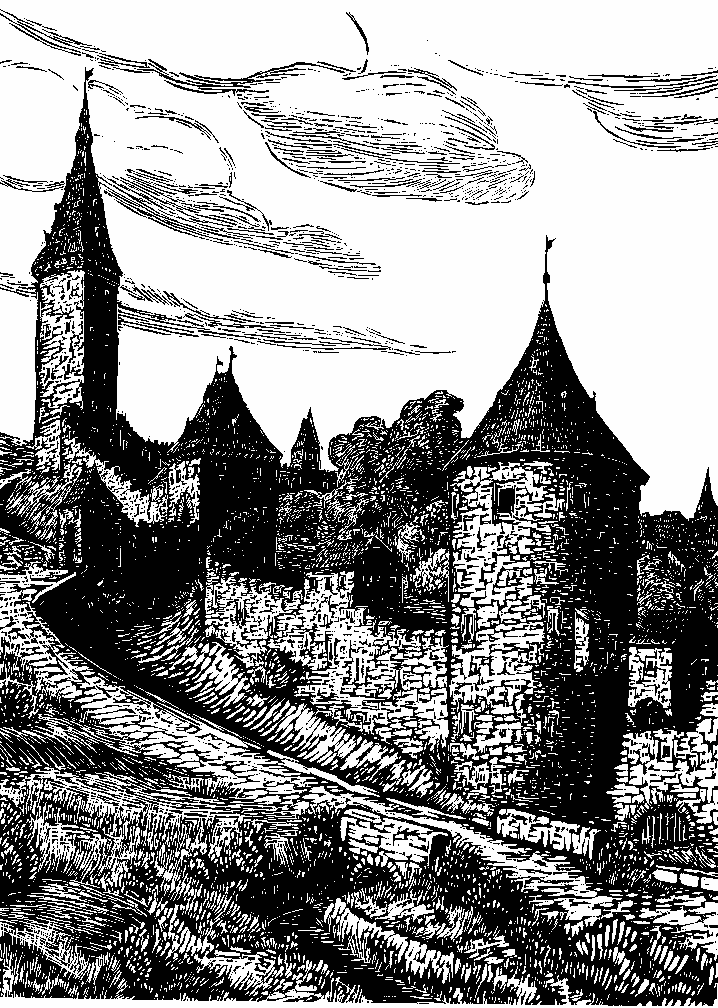
Pfaffenturm, Königstor und Langer Turm aus der Holzschnittserie Aachener Türme

Neben seiner Tätigkeit als Kirchenmaler sind vor allem seine Holzschnitt-Drucke von Aachen von historischer Bedeutung, da sie die Stadt in dem Zustand vor den Bombardierungen des Zweiten Weltkrieges zeigen.
Besonders hervorzuheben sind:
- Die Holzschnittfolge Die freie Reichsstadt Aachen
- Die Holzschnittfolge Aachener Türme, enthält 11 Darstellungen Aachener Stadttore und Türme in ihrem Zustand aus der Zeit des 17. und 18. Jahrhunderts
- Die Holzschnittfolge Der Aachener Dom